# 高良留美子
高良 留美子（こうら るみこ、1932年12月16日 - 2021年12月12日）は、日本の詩人、評論家、女性史研究者。夫は作家の竹内泰宏。

## 人物・来歴
高良武久、高良とみの二女として東京に生まれる。
自由学園初等部、日本女子大学附属高等学校を経て、東京藝術大学美術学部（転学）、慶應義塾大学法学部に学ぶ（中退）。
1963年、詩集『場所』でH氏賞受賞。1988年、詩集『仮面の声』により第6回現代詩人賞を受賞。
女性史研究にも力を注ぎ、1997年には、女性の文化向上に貢献した人に贈る「女性文化賞」を個人で創設した。
2000年、詩集『風の夜』で丸山豊記念現代詩賞を受賞。詩のみならず評論でも活躍、『高良留美子の思想世界』全6巻があり、岩見照代と「女性のみた近代」を編纂。また両親の著作も編集している。
2021年12月12日、膵臓癌のため死去。88歳没。

## 家族
- 父・高良武久 - 医師。いとこに高良和武[3]
- 母・高良とみ - 婦人活動家。田島弥平の曾孫[3]
- 姉・高良眞木(1930年 - 2011年) - 画家。米国アラーム・カレッジ卒[3]
- 妹・高良美世子(1936年 - 1955年) - 拒食症、不登校を経て18歳で睡眠剤の多飲により救助間に合わず死亡[6]。死去から60年後に留美子によって遺稿集刊行[7]
- 夫・竹内泰宏 - 作家[3]
- 長女・竹内美穂子 - 多摩美術大学絵画学科油絵専攻卒、画家[3]
  - 2022年9月、美穂子が「高良留美子資料室」を開設[8]。当面、2年後である2024年までの限定公開を予定している[8]。

## 著書
- 『詩集 生徒と鳥』（ユリイカ） 1958年
- 『詩集 場所』（思潮社） 1962年
- 『物の言葉 詩の行為と夢』（せりか書房） 1968年
- 『見えない地面の上で』（思潮社） 1970年
- 『高良留美子詩集』（思潮社、現代詩文庫） 1971年
- 『文学と無限なもの』（筑摩書房） 1972年
- 『恋人たち』（山梨シルクセンター出版部） 1973年
- 『高群逸枝とボーヴォワール』（亜紀書房） 1976年
- 『しらかしの森』（土曜美術社、現代詩選書） 1981年
- 『アジア・アフリカ文学入門』（オリジン出版センター） 1983年
- 『女の選択 生む・育てる・働く』（労働教育センター） 1984年
- 『仮面の声』（土曜美術社） 1987年
- 『時の迷路・海は問いかける』（オリジン出版センター） 1988年
- 『発つ時はいま 連作長篇』（彩流社） 1988年
- 『高良留美子詩集』（土曜美術社） 1989年
- 「自選評論集 高良留美子の思想世界」全6巻（御茶の水書房）
  1. 『文学と無限なもの』 1992年10月
  2. 『失われた言葉を求めて』 1992年11月
  3. 『モダニズム・アジア・戦後詩』 1992年12月
  4. 『世界の文学の地平を歩く』 1993年3月
  5. 『高群逸枝とボーヴォワール』 1993年9月
  6. 『見えてくる女の水平線』 1993年11月
- 『いじめの銀世界』（彩流社） 1992年
- 『風の夜』（思潮社） 1999年
- 『神々の詩』（毎日新聞社） 1999年
- 『百年の跫音』（御茶の水書房） 2004年
- 『崖下の道』（思潮社） 2006年
- 『恋する女 一葉・晶子・らいてうの時代と文学』（學藝書林） 2009年6月
- 『花ひらく大地の女神 月の大地母神イザナミと出雲の王子オオクニヌシ』（御茶の水書房） 2009年6月
- 『わが二十歳のエチュード 愛すること、生きること、女であること』（學藝書林） 2014年3月
- 『世紀を超えるいのちの旅 循環し再生する文明へ』（彩流社） 2014年6月
- 『高良留美子詩集 続』(思潮社、現代詩文庫） 2016年10月
- 『女性・戦争・アジア : 詩と会い、世界と出会う』（土曜美術社出版販売） 2017年2月
- 『その声はいまも』（思潮社） 2017年3月
- 『見出された縄文の母系制と月の文化 〈縄文の鏡〉が照らす未来社会の像』（言叢社） 2021年6月 ISBN 978-4-86209-083-6
- 『高良留美子全詩』上・下（土曜美術社出版販売） 2022年12月

### 編纂
- 『高良武久詩集』（思潮社） 1999年
- 『アンソロジー 戦時下の女たち』（ゆまに書房、女性のみた近代） 2001年
- 「高良とみの生と著作」全8巻（ドメス出版） 2002年
  1. 『愛と模索』
  2. 『社会への船出』
  3. 『女性解放を求めて』
  4. 『新体制運動へ』
  5. 『敗北の時』
  6. 『和解への道』
  7. 『使命を果たして』
  8. 『母と娘の手紙』
- 『世界的にのびやかに 高良とみの行動的生涯 写真集』（ドメス出版） 2003年
- 『岡本かの子いのちの回帰』（翰林書房） 2004年
- 『アンソロジー 女の生活』（ゆまに書房、女性のみた近代） 2005年
- 『宮中養蚕日記』（田島民著、ドメス出版） 2009年
- 『樋口一葉と女性作家 志・行動・愛』（編、翰林書房） 2013年12月
- 『誕生を待つ生命 母と娘の愛と相克』（高良美世子、編著、自然食通信社） 2016年6月
- 『浜田糸衛 生と著作』（高良真木, 吉良森子共編、ドメス出版） 2016年 - 2019年
- 『戦争期少女日記 自由学園・自由画教育・中島飛行機』（高良真木、編、教育史料出版会） 2020年2月

## 翻訳
- 『太陽と生の荒廃から アフリカ共同体の詩と文学』（マジシ・クネーネ、竹内泰宏共編訳、アンヴィエル） 1980年
- 『アジア・アフリカ詩集』（土曜美術社、世界現代詩文庫） 1982年